# Palangkaraya
Palangkaraya, vroeger Palangkaraja, is een plaats op Kalimantan, het Indonesische deel van het eiland Borneo. Het is de hoofdstad van de provincie Midden-Kalimantan.

## Politieke betekenis
De relatief kleine stad is recent internationaal bekend geworden, omdat de regering haar als eerste keus genoemd heeft als alternatieve hoofdstad voor het geval dat de bodemverzakking van Jakarta de huidige hoofdstad onbewoonbaar zou maken.

## Galerij

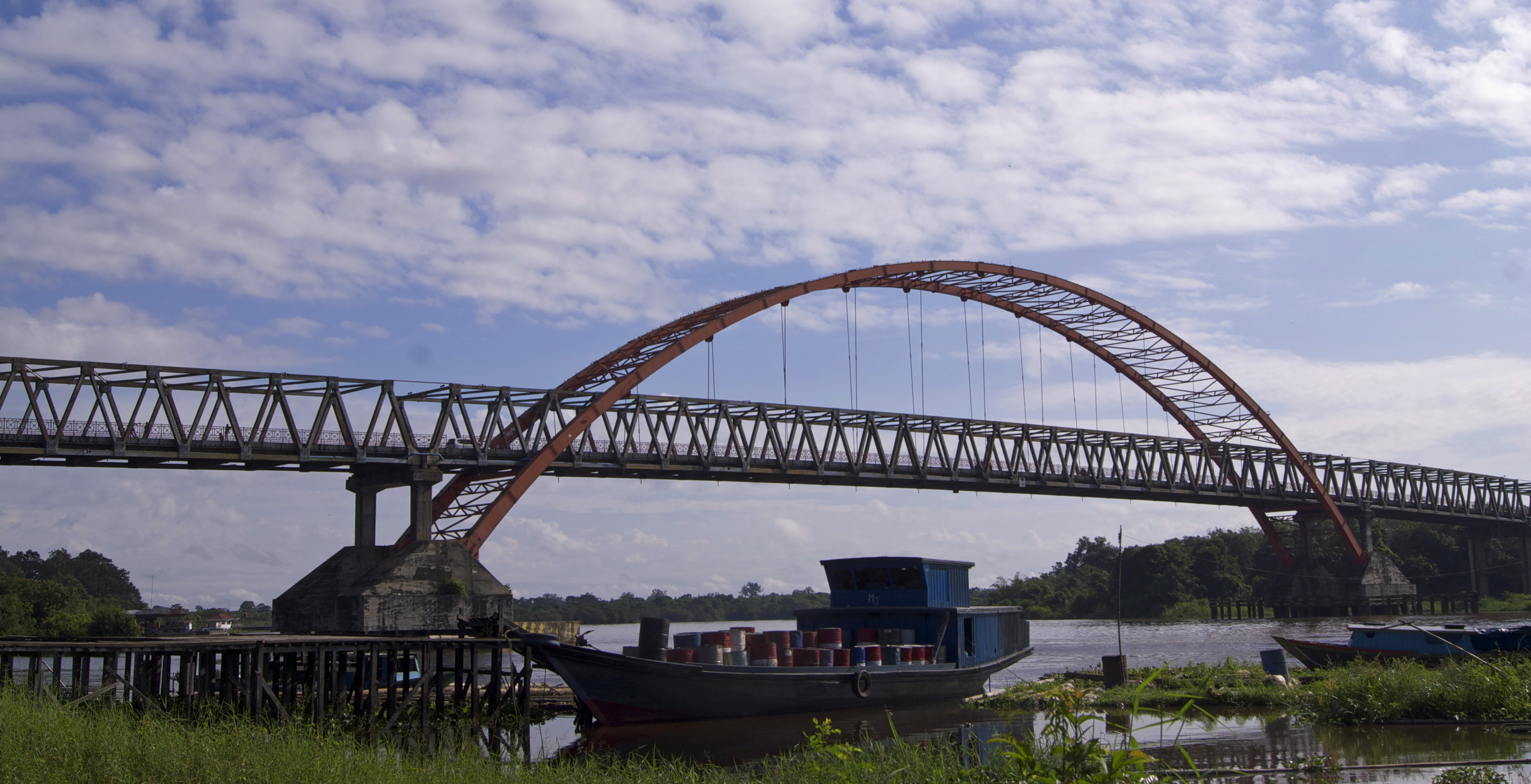
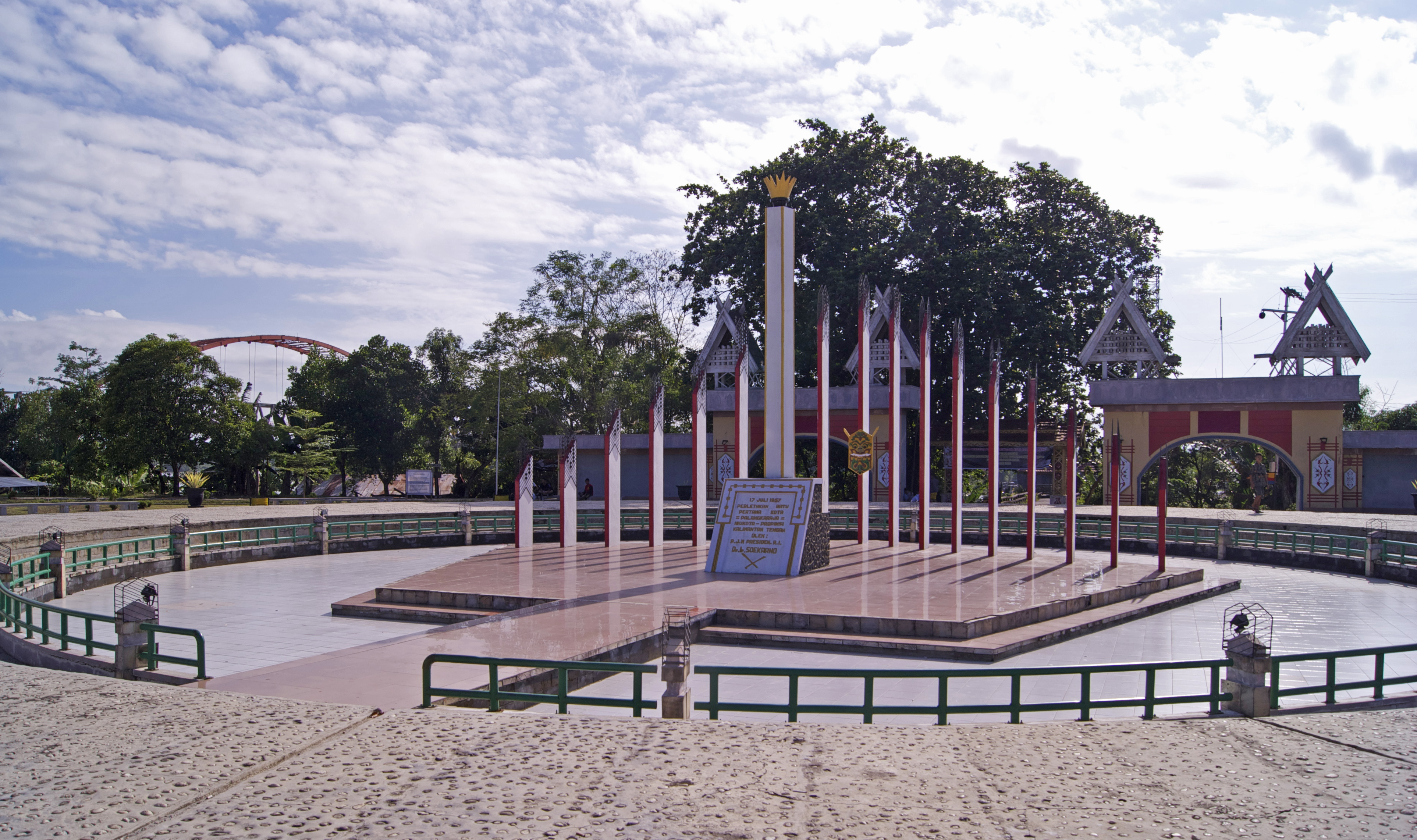
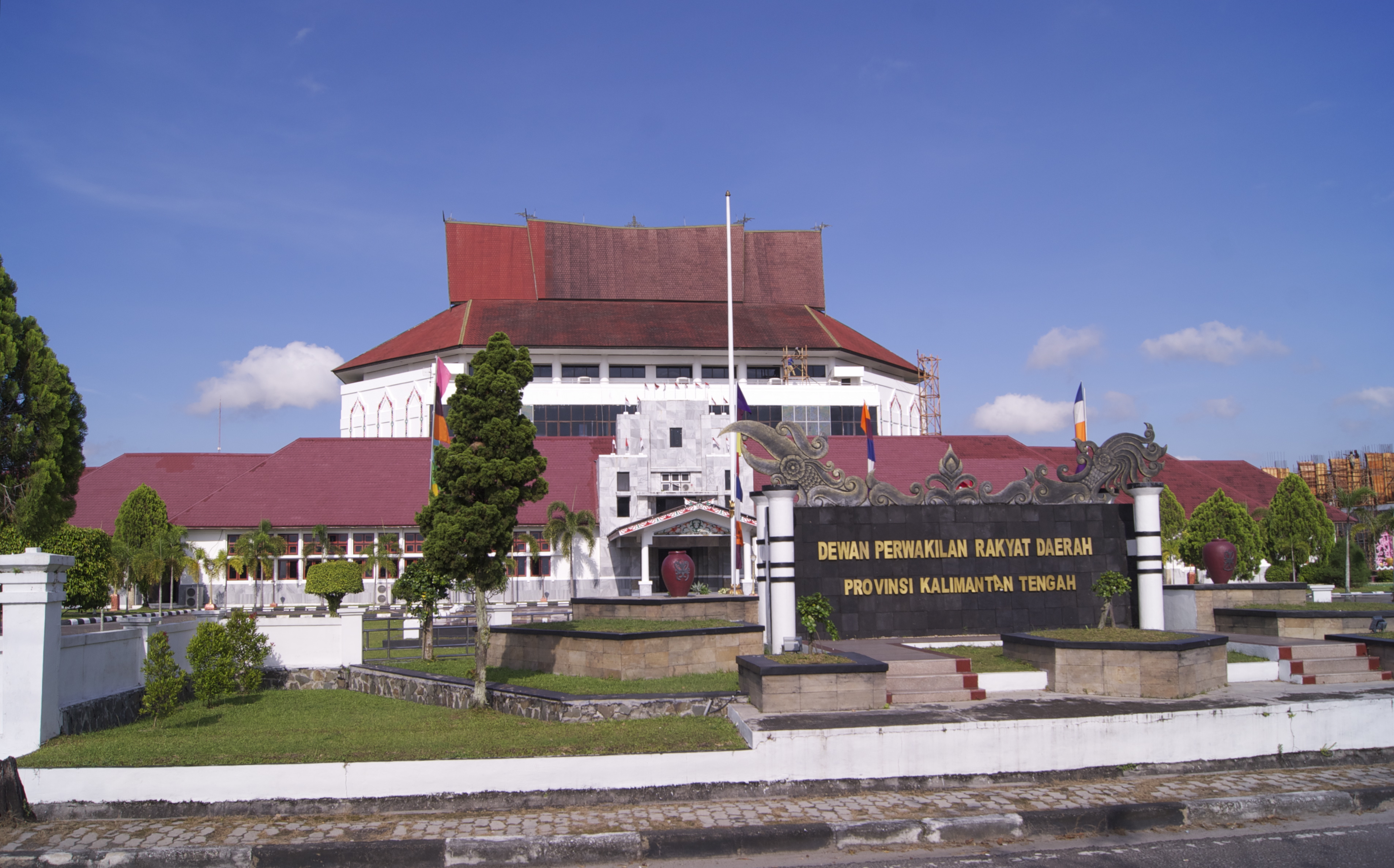
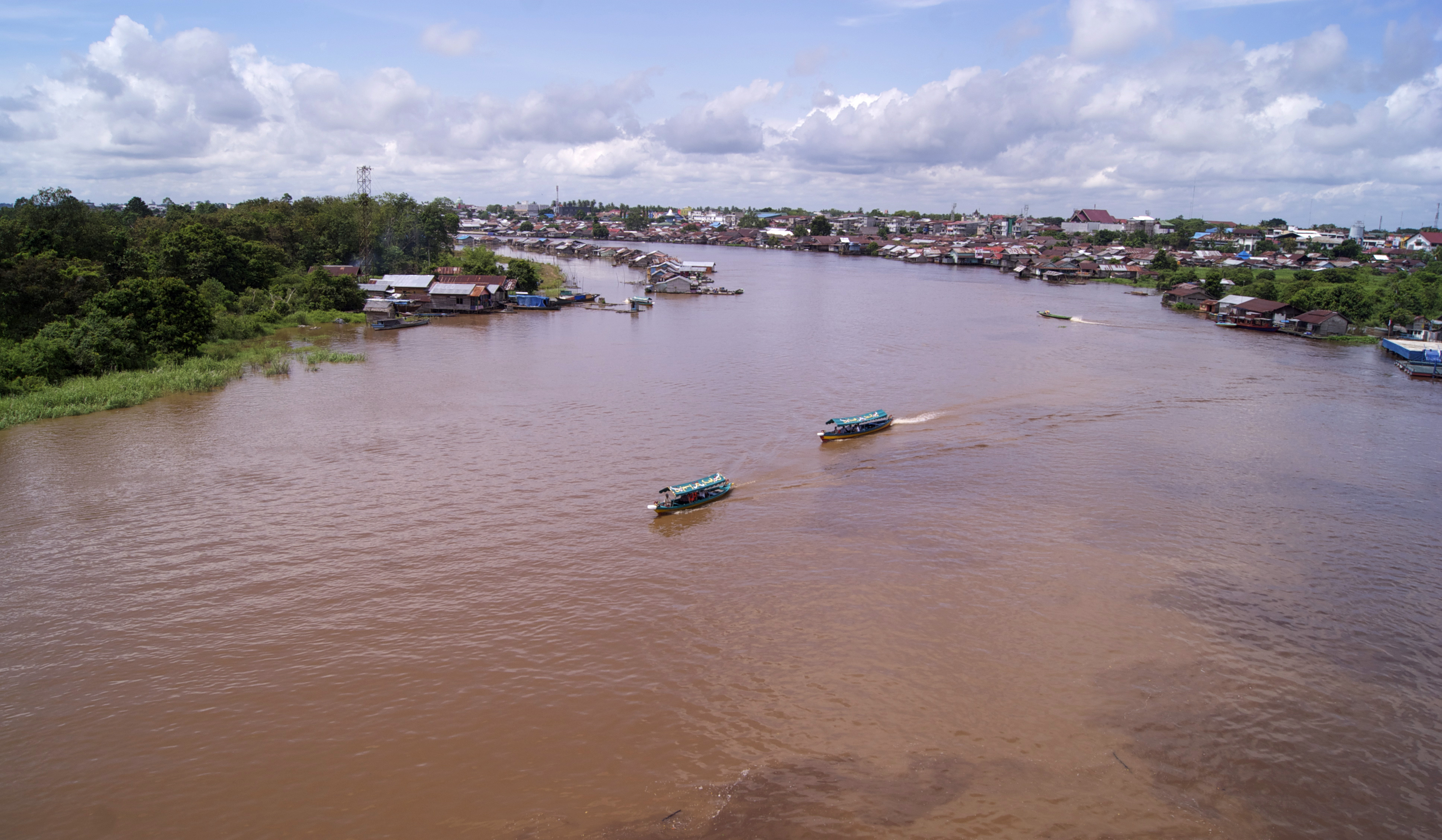
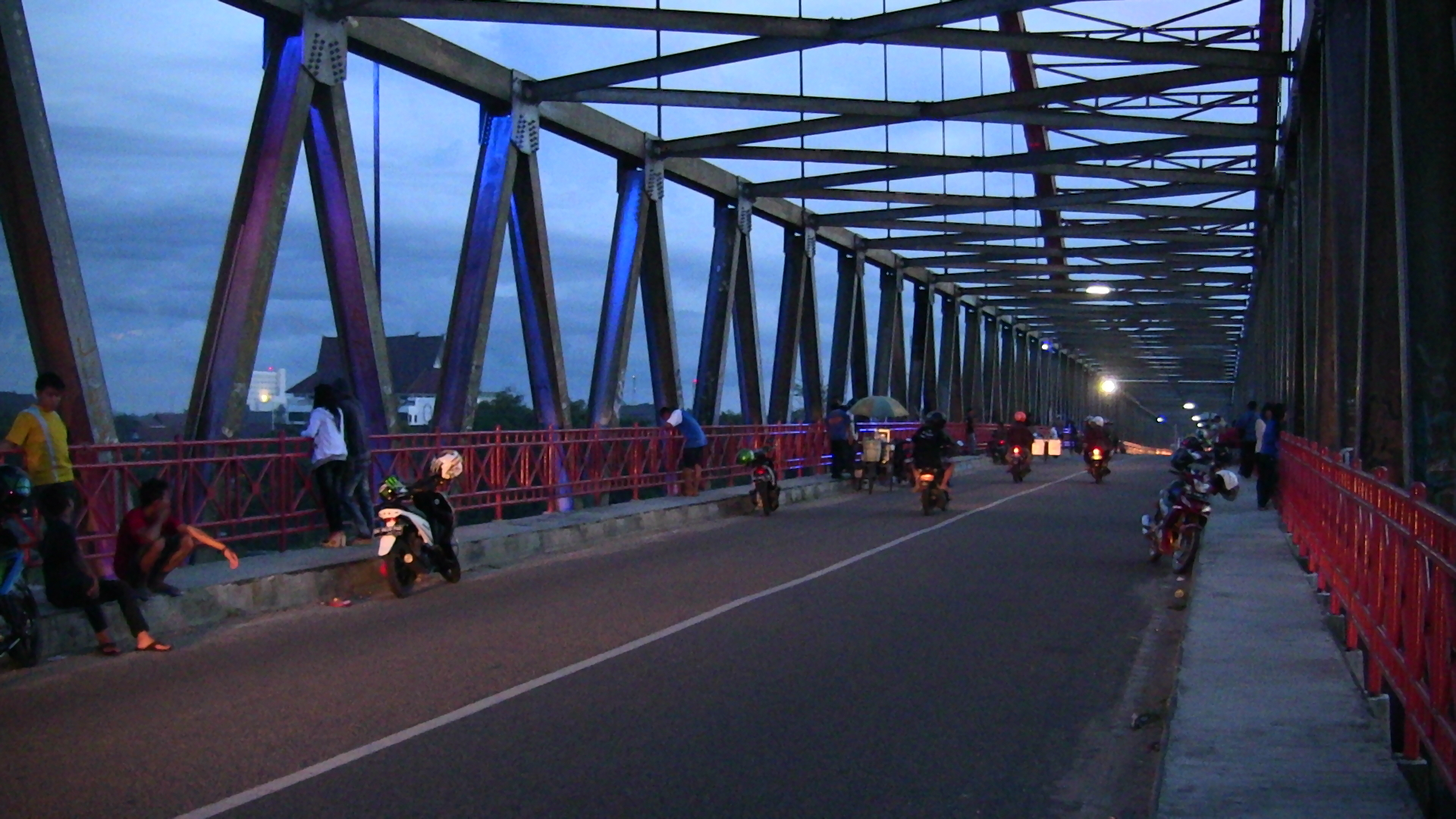